# Kasper Schmeichel
Kasper Peter Schmeichel (n. 5 noiembrie 1986, Copenhaga, Danemarca) este un fotbalist din Regatul Danemarcei, care joacă pe post de portar la Celtic în Scottish Premiership. Pe plan internațional, are prezențe la națională pentru Danemarca U19⁠(d), Danemarca U21⁠(d), Danemarca și Danemarca U20⁠(d).
Este fiul fostului portar de la Manchester United și la Naționala Danemarcei Peter Schmeichel, care, în mod interesant, și-a încheiat cariera la Manchester City, primul club al fiului său.

## Palmares

### Campionatele naționale
| Titlu                        | Club           | Tara   | An      |
| ---------------------------- | -------------- | ------ | ------- |
| Football League Two          | Notts County   | Anglia | 2010    |
| Football League Championship | Leicester City | Anglia | 2014    |
| Premier League               | Leicester City | Anglia | 2015/16 |